# 東印度尼西亞國
東印度尼西亞國是第二次世界大战之後由荷兰在荷屬東印度東部建立的政治實體。東印度尼西亞成立於1946年，1949年印度尼西亚独立革命結束後成為印度尼西亞聯邦共和國的一員，並於1950年隨著聯邦共和國結束而解散。東印度尼西亞的版圖在婆羅洲以東的所有島嶼，包含西里伯斯島和摩鹿加群島及其近海島嶼，以及爪哇島的所有群島，包括巴厘島和小巽他群島。

## 歷史
荷屬東印度東部諸島在行政管理上經過多次變動，後於1938年併入荷蘭統治者建立的大東省。四年之後，日本佔領荷屬東印度，並將這一地區置於日本帝國海軍的控制之下。 隨著1945年8月的日本投降及印度尼西亞宣布獨立，印尼共和主義者開始為免受荷蘭殖民統治，而發起印度尼西亚独立革命。但是，荷蘭官員在澳大利亞軍隊的協助下，重新返回此前由日本帝國海軍控制的地區，並阻止共和主義者建立政府。
1946年7月16日至25日期間，荷蘭在蘇拉威西馬利諾召開會議，嘗試為印度尼西亞提出成立聯邦的解決方案。馬利諾會議制定計劃在婆羅洲和東印尼（當時稱為大東省）建邦，荷蘭同時擁有該邦在事實上和法律上的控制權。 同年較後時期，印度尼西亞共和國於11月15日通過《林牙椰蒂協定》，同意印度尼西亞成立聯邦的原則。 較後於12月18日至24日舉行的登巴薩會議，制定成立「大東邦」（Negara Timoer Besar）的具體情況。 該邦於12月24日成立，隨後於27日定名為東印度尼西亞邦。
1949年12月27日，印度尼西亞聯邦共和國成立，東印度尼西亞成為新聯邦的成員。荷蘭在印度尼西亞的大部分地區，強制在群島上執行非法政權，使得許多聯邦成員開始選擇與印度尼西亞共和國合併。 然而，東印尼的許多非爪哇人和基督徒反對朝向統一國家邁進。 自1948年開始，東印尼官方已經必須處理米納哈薩「第十二省」分離運動的問題。
1950年5月，東印度尼西亞末期內閣成立，主要在討論解散及加入印度尼西亞共和國，從而在很大程度上使擁有大多數基督教徒的摩鹿加群岛公開叛亂，並宣布成立獨立的南马鲁古共和国。 1950年8月17日，印度尼西亞聯邦共和國解散；同年11月，摩鹿加群岛的叛亂被鎮壓。

## 政府
1946年12月18日至24日，登巴薩會議批准《東印度尼西亞編制規章》（Peratoeran Pembentoekan Negara Indonesia Timoer），對《1927年荷蘭殖民法》制訂補充條例，建立新邦臨時政府的架構，直到憲法正式獲得通過為止。1949年3月1日，憲法草案在立法機關通過，但從未獲得生效，1946年制訂的規章持續執行，直到國家解體為止。 東印度尼西亞邦的總統有權任命內閣和立法機關，部份權力在加入印度尼西亞聯邦共和國後，仍然得以保留。

### 總統

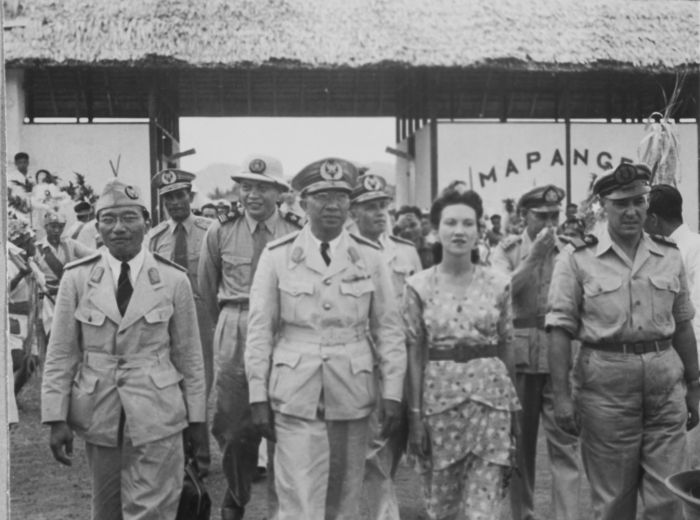
佐科爾逹·格德·拉卡·蘇卡瓦蒂總統夫婦於1948年到訪北蘇拉威西

巴厘裔貴族佐科爾逹·格德·拉卡·蘇卡瓦蒂在建邦的登巴薩會議當選總統，並擔任總統職位至國家解散為止（1946年12月24日－1950年8月17日）。

### 立法機關
東印度尼西亞邦臨時代表機構（Dewan Perwakilan Sementara Negara Indonesia Timoer）由最初登巴薩會議的70名參與者組成，於1947年4月22日在荷蘭東印度副總督許貝特斯出席的情況下，召開首屆會議。1949年5月選舉後，成立臨時參議院。

### 總理和內閣

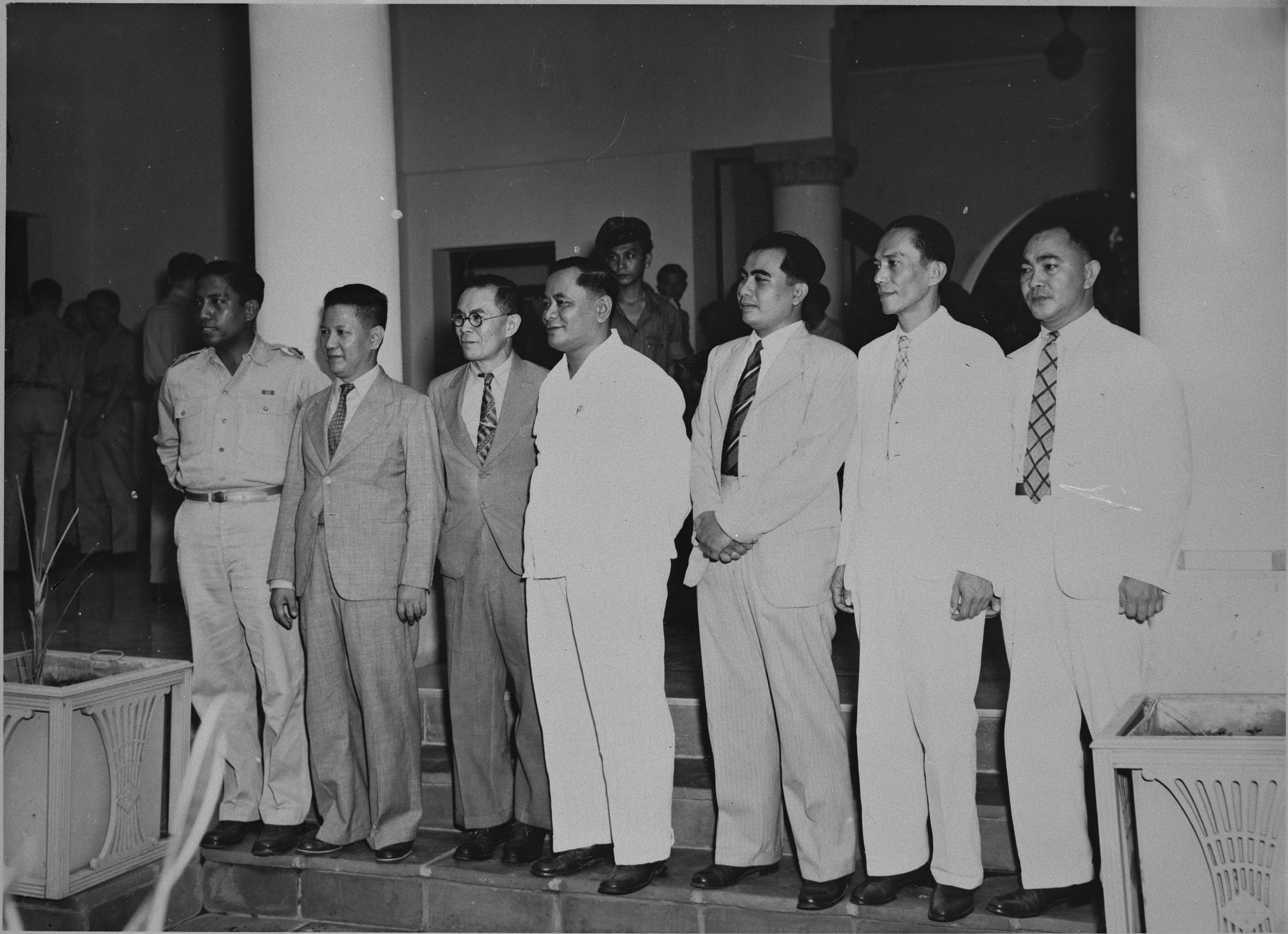
1947年1月13日下午4時，東印度尼西亞內閣組成，閣員在荷屬東印度巴達維亞議會前合影

東印度尼西亞擁有總統任命的議會內閣，但荷屬東印度方面仍擁有許多實權。
| 日期                           | 總理                                   |
| ------------------------------ | -------------------------------------- |
| 1947年1月13日－1947年6月2日    | Nadjamoedin Daeng Malewa（第一次内阁） |
| 1947年6月2日－1947年10月11日   | Nadjamoedin Daeng Malewa（第二次内阁） |
| 1947年10月11日－1947年12月15日 | Warouw（内阁）                         |
| 1947年12月15日－1949年1月12日  | Ide Anak Agung Gde Agung（第一次内阁） |
| 1949年1月12日－1949年12月27日  | Ide Anak Agung Gde Agung（第二次内阁） |
| 1949年12月27日－1950年3月14日  | J.E. Tatengkeng（内阁）                |
| 1950年3月14日－1950年5月10日   | D. P. Diapari（内阁）                  |
| 1950年5月10日－1950年8月17日   | J. Poetoehena（内阁）                  |

## 行政区划
東印度尼西亞邦繼承荷蘭的行政架構，行政區劃為5個省（residentie），再分為若干縣（afdeling）和副縣（onderafdeling）。 全部總共有13個自治區域，所有區域都列在《東印度尼西亞編制規章》第14節，分別是南西里伯斯、米納哈薩、桑義赫和塔勞、北西里伯斯、中西里伯斯、巴厘、龍目、松巴哇、弗洛勒斯、松巴、帝汶及其周圍島嶼、南摩鹿加和北摩鹿加。

東印度尼西亞邦超過75%的區域為自治地方，總共有115個由世襲罗阇（swapraja）管制的自治地方政府。這些自治地方領袖通過短期聲明（korte verklaring）或長期合同（lange kontrakten）的交易方式，以地方政務的行政權力，換取荷屬東印度政府對其特殊地位的承認，罗阇在地方的統治權力可以從一代傳給下一代。

1938年的《自治區域規章》賦予罗阇在法律上的自治權，但事實上大多數的罗阇，其實都是被荷蘭行政官控制的傀儡。 東印度尼西亞邦試圖削弱這些罗阇的統治權，但《東印度尼西亞編制規章》的規定，使得政府必須承認他們的特殊地位。
其餘不屬於合約交易的區域，為政府直接管轄的控制區（rechtstreeks bestuurd gebied）。 直接控制區包括米納哈薩、南摩鹿加、哥倫打洛、望加锡、班塔恩和龍目。

### 省份和自治區

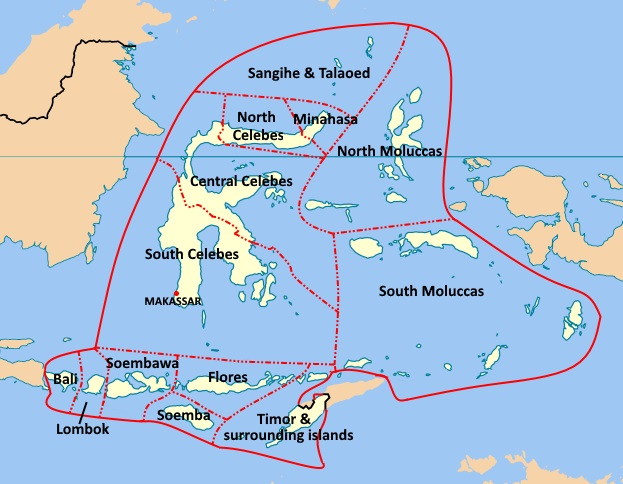
東印度尼西亞行政區劃

以下是東印度尼西亞的省份及其自治區。
- 北蘇拉威西
  - 桑義赫和塔勞
  - 米納哈薩（英语：Minahasa）
  - 北西里伯斯
  - 中西里伯斯
- 南蘇拉威西（英语：Dutch Celebes）
  - 南西里伯斯
- 巴厘-龍目
  - 巴厘
  - 龍目
- 摩鹿加
  - 北摩鹿加
  - 南摩鹿加
- 帝汶（英语：Residentie Timor en Onderhoorigheden）
  - 弗洛勒斯
  - 松巴
  - 松巴哇
  - 帝汶及其周圍島嶼

## 註解
1. ↑  Cribb 2000，第130-131頁.
2. 1 2  Ricklefs 2001，第276頁.
3. ↑  Ricklefs 2001，第348頁.
4. ↑  Anak Agung 1995，第107頁.
5. ↑  Anak Agung 1995，第97頁.
6. ↑  Anak Agung 1995，第112頁.
7. ↑  Reid 1974，第96頁.
8. ↑  Anak Agung 1995，第117頁.
9. ↑  Putra Agung 2007，第37頁.
10. ↑  Kahin 1952，第364頁.
11. 1 2 3 4  Ricklefs 2001，第285頁.
12. ↑  de Jong 1994，第1-2頁.
13. ↑  Schiller 1955，第97-98頁.
14. ↑  Anak Agung 1995，第163頁.
15. ↑  Anak Agung 1995，第131頁.
16. ↑  Anak Agung 1995，第120頁.
17. ↑  Anak Agung 1995，第153, 591-592頁.
18. ↑  Wehl 1948，第164頁.
19. ↑  Anak Agung 1995，第146頁.
20. ↑  Anak Agung 1995，第147頁.
21. 1 2  Anak Agung 1995，第180頁.
22. 1 2  Anak Agung 1995，第121頁.
23. ↑  Anak Agung 1995，第166頁.
24. 1 2  Anak Agung 1995，第181頁.

## 外部連結
- History and rulers of Indonesian states, 1946–1950（页面存档备份，存于） at WorldStatesmen.org
- William H. Frederick and Robert L. Worden (编). . Federal Research Division. The National Revolution, 1945–50. November 1992.